# By the Black Sea
By the Black Sea (с англ. — «По Чёрному морю») — концертный альбом группы Lake of Tears, вышедший в 2014 году на AFM Records.
By the Black Sea был записан на концерте в Бухаресте (Румыния) в театре Arenele romane 21 сентября 2013 году и выпущен в продажу 31 января 2014 года. Релиз записан в форматах CD и DVD, который содержит бонус-треками интервью с музыкантами, саундчек, а также два видеоклипа на песни из альбома Illwill — одноимённый «Illwill» и «House of the Setting Sun».

## Список композиций CD
1. To Die Is To Wake (Instrumental) — 3:56
2. Taste Of Hell — 3:53
3. Illwill — 4:40
4. The Greyman — 4:23
5. Boogie Bubble — 5:05
6. Cosmic Weed — 3:35
7. As Daylight Yields — 3:27
8. The Shadowshires — 4:28
9. Raven Land — 5:20
10. Sweetwater — 4:29
11. Demon You Lily Anne — 4:23
12. House Of The Setting Sun — 6:11
13. Making Evenings — 2:50
14. Crazyman — 5:37
15. So Fell Autumn Rain — 4:53
16. Forever Autumn — 6:42

## Содержимое DVD
Концерт на фестивале Metalhead Meeting 21 сентября 2013 года в Бухаресте в театре Arenele romane.
1. To Die Is To Wake (Instrumental)
2. Taste Of Hell
3. Illwill
4. The Greyman
5. Boogie Bubble
6. Cosmic Weed
7. As Daylight Yields
8. The Shadowshires
9. Raven Land
10. Sweetwater
11. Demon You Lily Anne
12. House Of The Setting Sun
13. Making Evenings
14. Crazyman
15. So Fell Autumn Rain
16. Forever Autumn

Extras
1. Video «House of the Setting Sun»
2. Video «Illwill»
3. Making of
4. Interview

## Состав группы
- Даниель Бреннар — вокал, гитара
- Фредрик Йорданиус — гитара
- Микаэль Ларсон — бас-гитара
- Юхан Оудхьюс — ударные